# Stumm (Tirol)
Stumm ist eine Gemeinde mit 1939 Einwohnern (Stand 1. Jänner 2024) im Zillertal und gehört zum Bezirk Schwaz in Tirol (Österreich). Die Gemeinde liegt im Gerichtsbezirk Zell am Ziller.

## Geografie

### Geografische Lage
Stumm liegt im mittleren Zillertal an der rechten Zillerseite, gegenüber von Kaltenbach, am Murkegel des Märzenbachs.

### Gemeindegliederung
Die Gemeinde besteht aus einer einzigen Katastralgemeinde bzw. Ortschaft. Ortsteile sind: das Haufendorf Stumm, sowie Acham, Ahrnbach und März.

### Nachbargemeinden
Alle Nachbargemeinden liegen im Zillertal bzw. im Bezirk Schwaz.
|                                     | Hart im Zillertal                           |             |
| Uderns Ried im Zillertal Kaltenbach | Kompassrose, die auf Nachbargemeinden zeigt | Stummerberg |
|                                     | Aschau im Zillertal                         |             |

### Bevölkerungsentwicklung

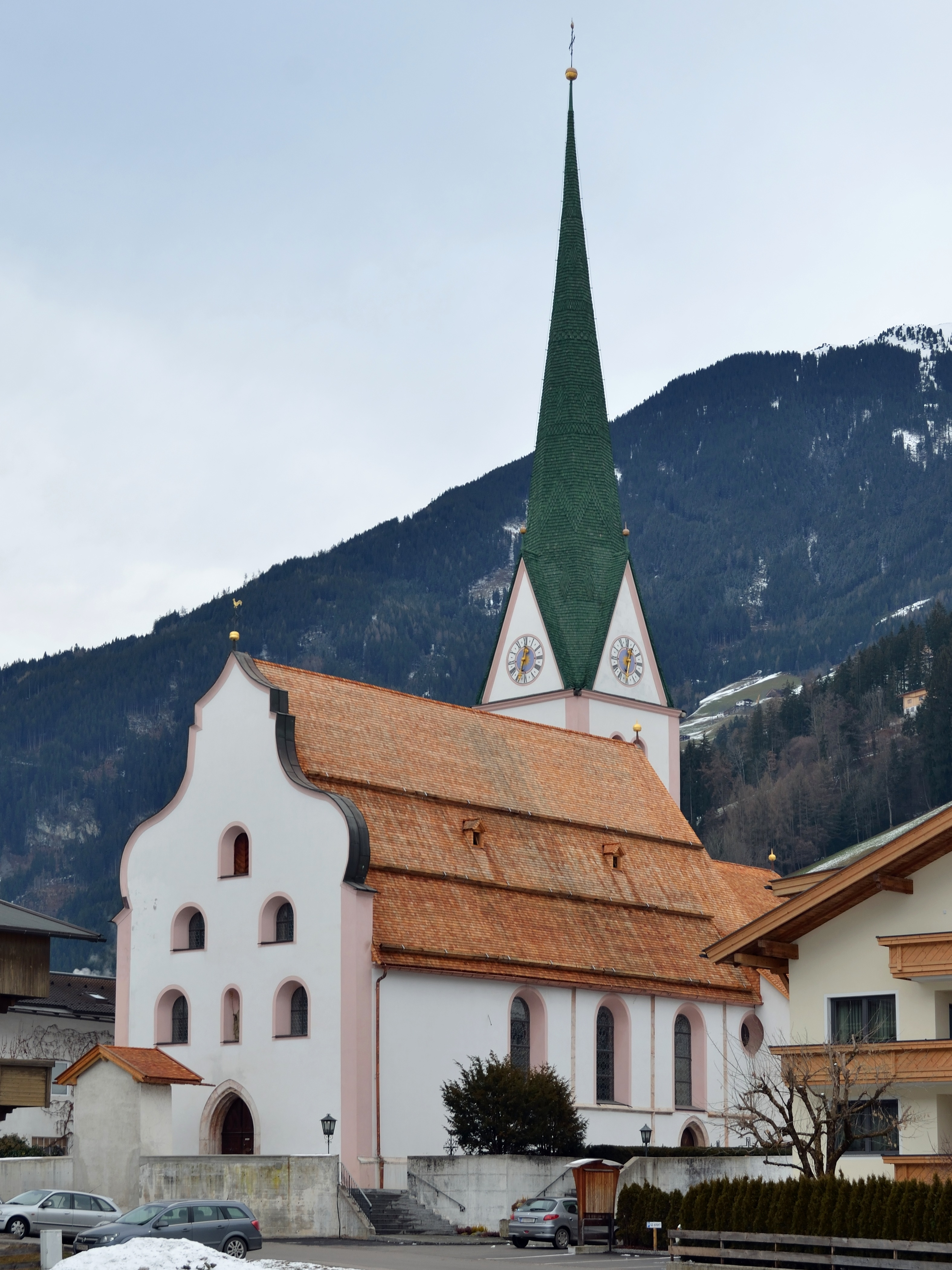
Pfarrkirche

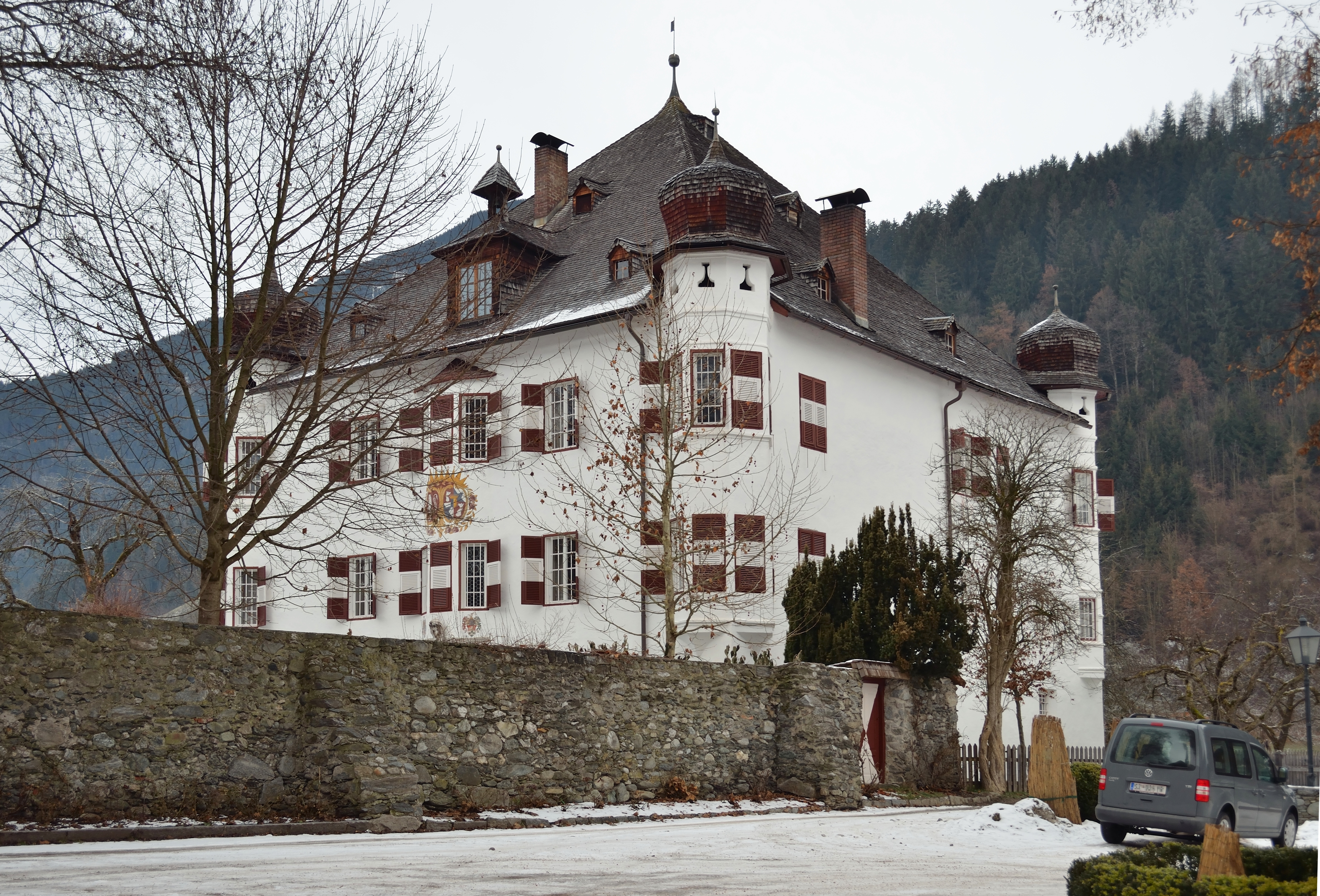
Schloss Stumm

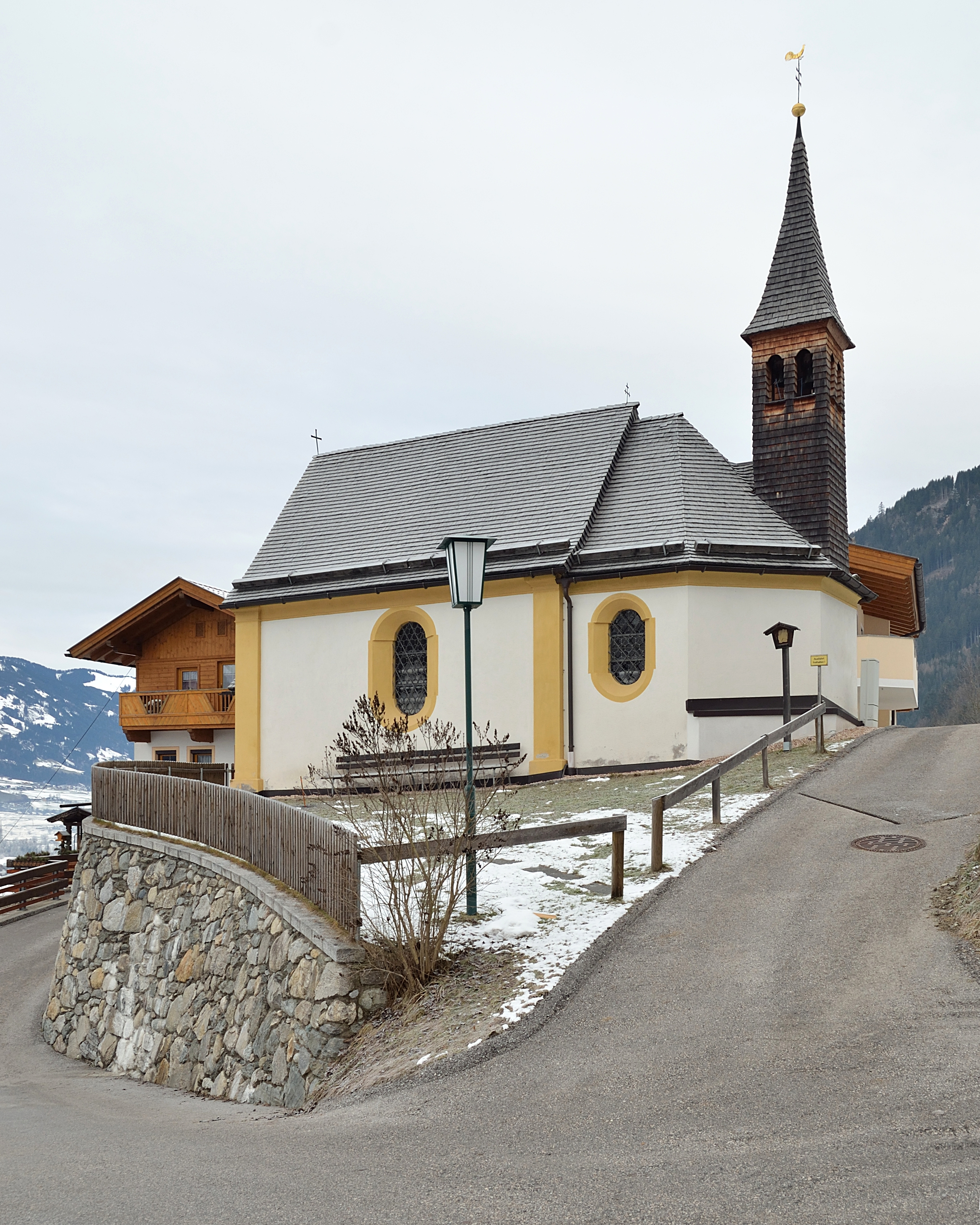
Antoniuskapelle

## Geschichte
Hofnamen aus vorgermanischer Zeit bezeugen eine sehr alte Besiedlung. Im 8. Jahrhundert schenkte Herzog Tassilo III. von Bayern dem von ihm gegründeten Stift Herrenchiemsee einige Güter in Stumm und auf dem Stummerberg. Erstmals urkundlich erwähnt ist Stumm in den Jahren 1125–1129 als „Stumme“. Daraus entwickelte sich im Lauf der Jahrhunderte eine geschlossene Grundherrschaft, die „Hofmark Stumm“. 1556 verkaufte das Stift die Hofmark Stumm, die danach mehrmals den Besitzer wechselte. 1849 entstanden daraus die heutigen Gemeinden Stumm und Stummerberg.

## Kultur und Sehenswürdigkeiten

### Bauwerke
- Die 1511 erbaute spätgotische Pfarrkirche zum Hl. Rupert wurde 1772 erweitert und im Inneren barockisiert.
- Das Schloss Stumm wurde anstelle des älteren Amtshauses der ehemaligen Hofmark um 1550 im Stil Tiroler Ansitze errichtet.
- Die Antoniuskapelle und
- die Ölbergkapelle gehören ebenfalls zu den denkmalgeschützten Objekten.

## Wirtschaft und Infrastruktur
Die Weiler um den Hauptort sind landwirtschaftlich geprägt, während es im Dorf eine Anzahl kleinere Handwerks-, Gewerbe- und Dienstleistungsbetriebe gibt. Stumm ist auch eine zweisaisonale Tourismusgemeinde.

### Bildung
Die Mittelschule Stumm ist für den Sprengel Stumm, Kaltenbach, Ried und Stummerberg zuständig. Weiters gibt es eine Erwachsenenschule in Stumm.

### Verkehr
Stumm hat Anschluss an die Zillertalstraße B 169 und die Zillertalbahn mit den Haltestellen Angererbach-Ahrnbach und Kaltenbach-Stumm.

## Politik

### Gemeinderat
Der Gemeinderat besteht aus 13 Mandataren.
| Partei                                                                            | 2022  | 2022    | 2016  | 2016    | 2010  | 2010    |
| Partei                                                                            | %     | Mandate | %     | Mandate | %     | Mandate |
| --------------------------------------------------------------------------------- | ----- | ------- | ----- | ------- | ----- | ------- |
| Arbeiter, Angestellte, Gewerbetreibende und Pensionisten – Fritz Brandner         | 30,37 | 4       | 34,13 | 5       | 16,70 | 2       |
| Liste l(i)ebenswertes Stumm                                                       | 20,02 | 3       |       |         |       |         |
| Gemeinsam für Stumm                                                               | 16,63 | 2       |       |         |       |         |
| FÜR STUMM – Liste Franz Kolb                                                      | 32,98 | 4       |       |         |       |         |
| ÖVP Stumm und Parteiunabhängige Wirtschaft Arbeiter Bauern Jugend Senioren 1)     |       |         | 29,08 | 4       | 29,24 | 4       |
| Stumm's aktive Zukunft                                                            |       |         | 18,53 | 2       |       |         |
| ÖVP Stumm                                                                         |       |         | 18,26 | 2       |       |         |
| Arbeiter, Angestellte, Gewerbetreibende und Pensionisten – Die Bürgermeisterliste |       |         |       |         | 20,66 | 3       |
| Namensliste Stumm Bauern, Arbeiter, Angestellte                                   |       |         |       |         | 15,87 | 2       |
| Regenbogen: Für Stumm                                                             |       |         |       |         | 7,47  | 1       |
| Aktiv und jung für Stumm                                                          |       |         |       |         | 10,06 | 1       |

1) Die Partei trat 2010 mit dem Namen „ÖVP-Stumm und Parteiunabhängige“ an.

### Bürgermeister
Bürgermeister von Stumm ist Franz Kolb.

### Wappen
Blasonierung: „Im rechten roten Feld des gespaltenen Schildes der heilige Rupert in Silber mit goldenem Heiligenschein, in der rechten Hand den goldenen Bischofsstab und in der linken ein goldenes Salzgefäß haltend. Das linke Feld schrägrechts geteilt, oben in Gold ein steigender schwarzer Steinbock, unten in Schwarz zwei aufsteigende goldene Spitzen.“
Die Farben der Gemeindefahne sind Gelb-Rot.
Im Jahr 1995 bekam Stumm als letzte Gemeinde Tirols ein Gemeindewappen verliehen. Es zeigt rechts mit dem hl. Rupert den Patron der Stummer Pfarrkirche. Die linke Hälfte geht auf das Wappen der Herren von Schidenhofen zurück, die seit dem ausgehenden 16. Jahrhundert über 160 Jahre lang die Hofmark Stumm besaßen.

## Persönlichkeiten

### Ehrenbürger
- Alois Leitner (1932–2020), Pfarrer von Stumm 1972–2009[10]

### Söhne und Töchter der Gemeinde
- Stephan Eberharter (* 1969), alpiner Skirennläufer, Ehrenbürger von Stumm
- Hansjörg Hofer (* 1952), Weihbischof und Generalvikar der Erzdiözese Salzburg, in Stumm geboren
- Peter Braunegger (* 1975), Naturbahnrodler, Ehrenbürger von Stumm